# Poblat de Fullola
El poblat de Fullola és un antic nucli de població de Tortosa (Baix Ebre) declarat bé cultural d'interès nacional.

## Descripció
Les restes de l'antic poblat de Fullola, en complet abandonament en l'actualitat, el formen la torre de defensa, d'alçada considerable i punt més elevat del poblat; l'església, pròxima a la torre i formant amb ella el nucli central; i les cases.
Les cases més properes al nucli són també les pitjor conservades, pràcticament cobertes de vegetació. Només se'n veuen els fonaments i alguna paret de maçoneria ordinària. Una mica més allunyades del nucli central es conserven algunes cases disseminades utilitzades ocasionalment amb fins agrícoles.

## Història
Totes elles conserven detalls que denoten el seu origen medieval, arcs apuntats i de mig punt, grosses parets de maçoneria; utilització de carreuat, etc., diferenciant-se de les altres construccions rurals de secà de la comarca, més reduïdes i senzilles i d'obra de maçoneria en sec.
L'antic poblat està situat en un monticle al fons de la vall del barranc de Fullola. La primera referència escrita sobre Fullola data de 1208. El 1216, el rei Jaume I atorga la carta de població de Fullola i terme, separant-lo del territori de Montcada. Pere Nebot i successors rebien en propietat el poblat de Fullola, juntament amb el castell, la torre, cases i terres confrontades amb els termes de Tivissa, Camarles i altres.
No es té coneixement de quan i perquè fou abandonat, però el seu final esdevingué en ser atacat i destruït totalment.